# Макао на Светском првенству у атлетици на отвореном 2013.
Макао је учествовао на 14. Светском првенству у атлетици на отвореном 2013. одржаном у Москви од 10. до 18. августа седми пут. Репрезентацију Макаоа представљао је један атлетичар који се такмичио у  трци на 110 м са препонама.,
На овом првенству Макао није освојио ниједну медаљу, нити је оборен неки рекорд.

## Учесници
Мушкарци
- Јионг Ђим Фај — 110 м препоне

## Резултати

### Мушкарци
| Атлетичар     | Дисциплина    | Лични рекорд | Квалификације | Квалификације | Полуфинале           | Полуфинале           | Финале               | Финале       | Детаљи |
| Атлетичар     | Дисциплина    | Лични рекорд | Резултат      | Место         | Резултат             | Место                | Резултат             | Место        | Детаљи |
| ------------- | ------------- | ------------ | ------------- | ------------- | -------------------- | -------------------- | -------------------- | ------------ | ------ |
| Јионг Ђим Фај | 110 м препоне | 14,71 НР     | 15,10         | 8. у гр. 2    | Није се квалификовао | Није се квалификовао | Није се квалификовао | 33 / 33 (34) |        |